# Sonsón
Sonsón là một khu tự quản thuộc tỉnh Antioquia, Colombia. Thủ phủ của khu tự quản Sonsón đóng tại Sonsón Khu tự quản Sonsón có diện tích 1323 ki lô mét vuông. Đến thời điểm ngày 28 tháng 5 năm 2005, khu tự quản Sonsón có dân số 39404 người.